# هوانغ وي
هوانغ وي (بالصينية: 黃維) هو ضابط صيني، ولد في 28 فبراير 1904 في جويكسي ‏ في الصين، وتوفي في 1989 في بكين في الصين.